# 케임브리지 자본 논란
케임브리지 자본 논쟁은 경제학에서 서로 다른 두 가지의 입장 사이의 논쟁이었다. 논쟁은 자본재의 성격과 역할과 종합 생산과 유통의 신고전주의 비전에 대한 비판에 관한 것이었다. 그 논쟁은 주로 영국 케임브리지 대학의 조안 로빈슨과 피에로 스라파 같은 경제학자와 메사추세츠 공과대학의 폴 새뮤얼슨과 로버트 솔로 같은 경제학자들 사이에 있었다.
토론의 대부분은 수학적인 반면, 몇몇 주요 요소들은 집계 문제의 일부로 설명될 수 있다. 신고전주의 자본 이론에 대한 비판은 그 이론이 구성의 오류 때문에 고통 받는다고 요약될 수 있다. 구체적으로는, 우리가 사회 전체에 의한 생산으로 미시경제 개념을 확장할 수 없다는 것이다. 토론의 결론, 특히 그 의미가 얼마나 넓은지는 경제학자들이 합의하지 못했다.

## 배경
고전적이고 정통적인 경제 이론에서, 경제성장은 외생적 변수에 의존한다고 가정한다: 성장은 인구 증가, 기술 향상, 그리고 천연자원의 성장과 같은 외생적 변수에 의존한다. 고전 이론은 생산의 요인들, 즉 노동이나 자본의 증가는 다른 것을 일정하게 유지하고 기술적 변화가 없다고 가정하면서 생산량을 증가시키지만 결국 0에 근접하게 될 감소 속도로 증가할 것이라고 주장한다.
이른바 자연 성장률은 노동력의 성장과 노동 생산성의 성장의 합으로 정의된다. 자연 성장률에 대한 개념은 1939년 로이 해러드(Roy Harrod)의 논문에서 처음 등장했는데, 여기서 그것은 "인구 증가, 자본 축적, 기술 개선 및 일/여가 선호 스케줄에 의해 허용되는 최대 성장률"로 정의된다. 실제 경제성장률이 자연률 이하로 떨어지면 실업률이 올라가고, 그 이상으로 올라가면 실업률이 떨어질 것이다. 따라서, 자연 성장률은 실업률을 일정하게 유지하는 성장률이어야 한다.
만약 자연적인 성장률이 자연적으로 주어지는 것이 아니라, 수요에 내생적인 것이라면, 이는 두 가지 의미를 가진다. 이론적 수준에서는 해러드의 성장 모델에서 보증된 성장률과 자연 성장률 사이에 조정 프로세스의 효율성과 속도에 대한 영향이 있다. 또한 성장 프로세스를 바라보는 방식과 성장률이 국가 간에 다른 이유, 즉 성장이 공급 결정으로 보는지 여부, 또는 성장이 수요 결정으로 보는지 여부, 또는 공급 제약 조건이 작동하기 전에 수요에 따른 제약에 의해 결정되는지를 이해하기 위해 함축되어 있다.
해러드는 자연적인 성장률이 두 가지 중요한 기능을 수행하는 성장의 수학적 모델을 만들었다. 첫째, 그것은 실제 성장률과 보장된 성장률 사이의 차이를 제한하고 주기적인 성장을 침체로 바꾼다. 따라서 1차 방정식에 의존하는 트레이드 사이클 모델에서 주기적인 행동을 생성하는 것이 중요하다. 둘째, 표면적으로는 달성 가능한 최대 장기 성장률을 제공한다. 자연적인 비율은 엄격하게 외생적인 것으로 취급된다; 그것은 노동력의 성장과 노동 생산성의 성장에 의해 형성된다. 둘 다 수요에 대해 내생적인 것일지도 모른다는 인식도 가정도 없이 말이다. 또한, 이 이론에는 사회가 자원의 완전 또는 최대 활용을 달성하는 것과 같은 자연적인 성장률에 따라 보장된 성장률을 가져올 수 있는 경제 메커니즘이 없었다.

## 주요 문제
자연 성장률이 외생적인지 아니면 내생적인지(그리고 그것이 생산량 증가를 야기하는 입력 성장인지 아니면 그 반대인지)에 대한 문제는 신고전파 경제학자들과 케인스학파/포스트 케인지언 경제학자들 사이의 논쟁의 중심에 있다. 후자 그룹은 성장은 노동력과 노동 생산성의 성장이 내수와 외세의 수요의 압력에 모두 반응하기 때문에 주로 수요 주도적이라고 주장한다.

## 모델링

### 해러드–도마 모델
로이 해러드는 자신의 논문에서 러시아 태생인 '에브시 도마'(Evsey Domar)에 의해 정제된 모델을 개발했는데, 이는 절약 수준과 자본의 생산성 측면에서 경제 성장률을 설명하는 것을 목표로 한다. 해러드-도마 모델은 사실 외생적 성장 모델의 선구자였다.
신고전파 경제학자들은 해로드-도마 모델의 결점, 특히 해의 불안정성을 지적하고 1950년대 후반에 그들은 솔로-스완 모델 의 개발로 이어진 연구를 시작했다.

### 솔로–스완 모델
솔로-스완 모델은 1956년 솔로(Robert Solow)와 스완(Trevor Swan)에 의해 분리되고 독립적으로 개발되었다. 솔로와 스완은 신고전주의 경제학의 틀 안에서 장기간에 걸친 경제 성장의 경제 모델을 제안했다. 그들은 자본 축적, 노동력 증가 또는 인구 증가, 그리고 일반적으로 기술 진보라고 불리는 생산성 증가를 보면서 장기간의 경제 성장을 설명하려고 시도했다.

## 논쟁
신고전파 측은 미국 매사추세츠주 케임브리지의 MIT에서 가르친 폴 새뮤얼슨, 로버트 솔로 및 프란코 모딜리아니가 대표했으며 다른 측은 니컬러스 칼도, 조안 로빈슨, 루이지 파시네티(Luigi Pasinetti), 피에로 스라파였다. 이들은 주로 영국 케임브리지 대학교에서 활동했다. 두 곳의 공통된 이름은 "케임브리지 자본 논쟁"이라는 용어를 불러 일으켰다.

## 집계 문제
신고전파 경제학에서는 생산 함수가 가정된다. 예를 들어,
{\displaystyle Q=Af(K,L)}
여기서 Q는 생산량, A는 기술을 나타내는 요소, K는 자본재 가치의 합계, L은 노동 투입이다. 각 자본재의 가치는 산출물과 균질한 것으로 간주된다. 다른 유형의 노동은 일반적으로 비 숙련 노동과 같은 공통 단위로 축소되는 것으로 간주된다. 두 투입물 모두 수확 체감하면서 산출물에 영향을 미친다.
케임브리지 논쟁을 일으킨 피에로 스라파와 조안 로빈슨은 이 소득분배 모델을 자본에 적용하는 데 본질적인 측정 문제가 있다고 지적했다. 자본가 소득(총이익 또는 재산소득)은 이익률에 자본의 양을 곱한 값으로 정의되지만, "자본의 양"의 측정은 비교가 안 되는 물리적 물체를 추가하는 것과 예를 들어, 레이저의 수에 트럭의 수를 추가하는 것을 포함한다. 즉, 이질적인 "사과와 오렌지"를 추가할 수 없는 것처럼, 우리는 단순히 "자본"의 단위를 추가할 수 없다.